# Дмитрий Донской (роман)
«Дмитрий Донской» — исторический роман С. П. Бородина (1941 год). Самое издаваемое произведение этого автора, выдержавшее за немногим более 50 лет (с 1941 по 1994 год) около двух с половиной десятков изданий общим тиражом свыше миллиона экземпляров.

## История создания
С 1934 года С. П. Бородин жил в городе Старая Русса, всерьёз углубившись в изучение истории Древней Руси. Помимо трудов дореволюционных историков, в том числе С. М. Соловьева и Н. И. Костомарова, он использовал работы советских авторов, в частности, популярную брошюру А. Ивлева «Куликовская битва», опубликованную в 1938 году Воениздатом Наркомата обороны СССР, и небольшую монографию Б. В. Федорова с таким же названием, изданную в 1939 году Партиздатом ОГИЗ РСФСР.
Сюжет умерщвления князем Московским мастеров-строителей Тайницкой башни Кремля, не имеющий параллелей в исторических документах, вероятно, был навеян стихотворением Дмитрия Кедрина «Зодчие» (1938):
И тогда государь повелел ослепить этих зодчих,

Чтоб в земле его церковь стояла одна такова,

Чтобы в Суздальских землях и в землях Рязанских, и прочих

Не поставили лучшего храма, чем храм Покрова!
Рукопись романа в основном закончена была автором в Старой Руссе осенью 1940 года, в дальнейшем вносились лишь незначительные редакционные изменения.

## Сюжет
Придерживаясь в целом известных исторических фактов, С. П. Бородин сумел не только представить широкую картину народной жизни XIV века, но и придать своему эпическому произведению определённые черты приключенческого и отчасти детективного жанра.
В центре сюжета романа — не только борьба поднимающейся Московской Руси с Золотой Ордой, но и противостояние между великокняжеской властью, олицетворением которой является Дмитрий Иванович, и творческим народным началом, воплотившимся в образе зодчего-бунтаря — расстриги Кирилла. Отдавая дань советской концепции дружбы народов, ближайшим другом последнего автор делает архитектора-шемаханца Алиса (Али), выходца из Ширвана (совр. Азербайджан). В образе московского князя-полководца, который, вопреки названию книги, вовсе не является её единственным центральным персонажем, а также его клевретов вроде боярина Бренка, воеводы Боброка или Гриши Капустина, автору удалось не только объективно представить объединителей Руси, но и подвергнуть скрытой критике государственный тоталитаризм, не ценящий человеческие жизни и не замечающий народного горя и нищеты. «Терема, а на чьих костях?» — в этом гневном возгласе тяжко раненого на Куликовом поле Кирилла, брошенного в лицо торжествующему Дмитрию, воплотились представления автора об этике деспотической власти.
Будучи по материнской линии выходцем из княжеского рода Ингалычевых, С. П. Бородин смог на страницах своего масштабного произведения объективно вывести яркие образы не только героев Руси, но и её противников — татар. Так, мурза Беги́ч (Беги́ш), погибший в битве с московской ратью на реке Воже в 1378 году, у него — суров, но справедлив, заступается за пленниц и даже пытается «выучить язык русов». Мамай у него — не столько жестокий, коварный завоеватель и амбициозный интриган, сколько неуверенная в себе, противоречивая личность, и, вместе с тем, слабый и грешный человек, одержимый мелкими земными страстями. Будучи несвободен от господствовавших в советской литературе того времени идеологических клише, автор выводит на страницах своего произведения колоритный образ «западного союзника» Орды — лукавого генуэзца Бернабо. 
Завершающее произведение масштабное описание Куликовской битвы, основанное как на летописных данных, так и сведениях «Задонщины» и «Сказания о Мамаевом побоище», не лишено художественного вымысла, источником которого являются как народный фольклор, так и творческая фантазия автора.

## История издания
Роман «Дмитрий Донской» впервые опубликован был в январе 1941 года в журнале «Красная новь» — за полгода до нападения фашистской Германии на СССР. По воспоминаниям писателя, первый тираж книги сразу же отправлен был на фронт:

«В том же году зимой (1941 год[уточнить]) А. А. Фадеев привёз мне с передовых позиций из района Рузы экземпляр этого романа. Так исторический роман встал в строй Советской Армии» и за годы войны был издан 9 раз, общий тираж — миллионы экземпляров. Одно из изданий вышло в свет в 1942 году в блокадном Ленинграде, её назвали «сражающейся книгой».
Также С. П. Бородин вспоминает, что в издательстве «Советский писатель» произведение поначалу встретили «в штыки», обвинив автора в «возвеличивании церкви» в лице Сергия Радонежского, и лишь заступничество А. А. Фадеева спасло книгу от придирчивых цензоров.
В 1942 году вышел исторический очерк С. П. Бородина «Дмитрий Донской», содержащий популярный рассказ о Куликовской битве.
В военные годы писатель работал над сценарием для художественного фильма «Дмитрий Донской» — фактически самостоятельным произведением, во многом отличным от романа. Экземпляр изданного в 1944 году киносценария с автографом писателя экспонируется в музее-заповеднике «Куликово поле».

## Награды и премии
- Сталинская премия второй степени (1942).